# Лернейская битва
Лернейское битва или Сражение у Лернейских мельниц; в греческой историографии также известно как Сражение у Мельниц (греч. Η μάχη τών Μύλων) — один из эпизодов Освободительной войны Греции 1821—1829 годов.
Сражение между греческими повстанцами и египетской армией Ибрагима-паши произошло 24 июня 1825 года у Мельниц (Арголида), недалеко от Лернейского озера.

## Предыстория
С 1821 по 1824 год Османская империя пыталась безуспешно подавить Греческую революцию. В 1824 году турецкий султан обратился за помощью к своему вассалу Мухаммеду Али, правителю Египта, который располагал армией и флотом, организованными европейскими, в основном бывшими наполеоновскими, офицерами. Командовал экспедицией Ибрагим-паша, приёмный сын Мухаммеда Али.
Несмотря на победы греческого флота (см. Битва при Геронтас), 12 февраля 1825 года Ибрагим-паша, воспользовавшись греческой междоусобицей, высадился беспрепятственно в Метони, а затем в апреле взял крепости города Наварино.
Закрепившись на юго-западе Пелопоннеса, Ибрагим-паша пошёл в центр полуострова, к Триполи, чтобы нанести последний смертельный удар революции. Папафлессас встал 1 июня на пути Ибрагима-паши (Битва при Маньяки), его смерть подняла моральный дух повстанцев, но не смогла остановить Ибрагима-пашу.

## Теодор Колокотрониc
Возникшая реальная угроза революции и давление со стороны населения Пелопоннеса, вынудили правительство прекратить гонения своих политических противников и объявить амнистию. 16 мая Теодор Колокотронис был выпущен на свободу из тюрьмы на острове Идра. 17 мая он прибыл во временную столицу, город Нафплион, приветствуемый населением как спаситель. 20 мая, в тот же день когда Папафлессас погиб при Маньяки, Колокотронис выступил без войск из Нафплиона к Триполи. В течение последующих 8 дней он рассылал письма из Триполи.
Около 3 тысяч повстанцев встали на пути Ибрагима-паши у местечка Трамбала. Выдержав в первый день атаку армии Ибрагима-паши, повстанцы на второй день отступили в горы, по приказу Колокотрониса и после того, как Ибрагим-паша ввёл в бой горную артиллерию, а подходившие силы Ибрагима-паши начали обходить фланги повстанцев. К тому же в планы Колокотрониса не входило открытое противостояние с армией Ибрагима-паши. Колокотронис готовился к затяжной партизанской войне. Дорога на Триполи была открыта для Ибрагима-паши.
С первого дня своего пребывания в Триполи, Колокотронис настаивал на разрушении стен города, мотивируя это тем, что когда Ибрагим-паша возьмёт город, ему может не удаться организовать снова осаду, подобную осаде 1821 года (см. Осада Триполицы) Но не только стены не пали, но и план оставить город мёртвым и без припасов не был осуществлён. Получив 7 июня вечером известие о том, что Ибрагим-паша идёт к городу, население в панике бежало из города, оставив нетронутыми склады и запасы продовольствия и фуража. 10 июня Ибрагим-паша вступил в Триполи.

## Мельницы

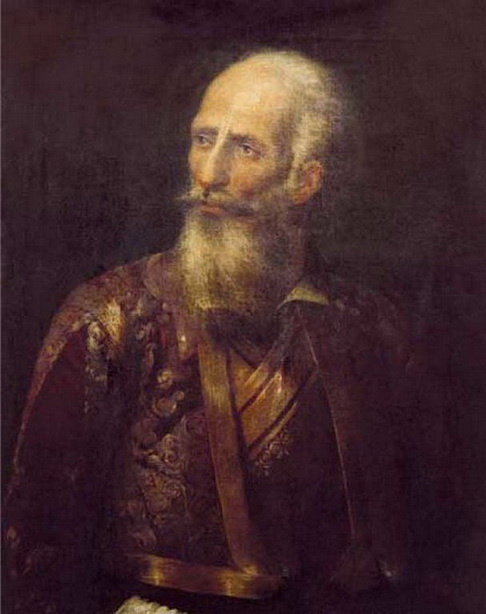
Художник Просалентис, Эмилиос: Иоаннис Макрияннис в старости

Ибрагим-паша не стал задерживаться в Триполи ни на минуту. Оставив в городе гарнизон в 4 тысячи солдат, он выступил с 6 тысячами, надеясь внезапным налетом взять Нафплион, временную столицу революционной Греции. 14 июня, обозревая уже с перевала Аргосскую равнину и море и вдалеке остров Идру, Ибрагим-паша заметил: «Эта маленькая Англия недолго будет ускользать от меня».
9 июня из Нафплиона к Триполи на помощь к Колокотронису выступили Андреас Метаксас, ставший военным министром, и Макрияннис, Иоаннис. Узнав о том, что Ибрагим-паша уже в Триполи, Метаксас повернул назад, но Макрияннис занял позицию у Мельницы с дюжиной бойцов, надеясь, что к нему подойдут подкрепления. Позиция была недалеко от побережья, и представляла собой одну каменную башню и каменную ограду. Макрияннис принялся укреплять её. Вскоре подошёл Дмитрий Ипсиланти, сумевший собрать вокруг себя 120 бойцов, Константинос Мавромихалис с 60 человек, и Хадзимихалис. Число решившихся дать бой армии Ибрагима-паши, по разным источникам, колеблется от 225 до 300 бойцов.
Примечателен следующий эпизод, описанный в мемуарах Макриянниса:

Флагман (нейтральной) французской эскадры стоял недалеко от позиции.
Адмирал Риньи, которому было суждено в будущем возглавить французскую эскадру в Наваринском морском сражении, посетил позицию и обратился к Макрияннису со следующими словами: «Что ты тут делаешь? О какой войнес Ибрагимом ты мыслишь с этой слабой позиции?»
И ответ Макриянниса: «Наши позиции и мы сами слабы. Но силен Бог, что нас защищает.
Мы испытаем нашу судьбу на этих слабых позициях. И если нас мало против чисел Ибрагима, нас успокаивает мысль что судьба греков — быть всегда в меньшинстве. С начала и до конца, в старину и ныне, все звери пытаются нас съесть, но не могут. Откусывают, но от нас что-то остается. Когда малые числом принимают решение умереть, то иногда проигрывают, но чаще побеждают. Это и есть наша сегодняшняя позиция. Испытаем нашу судьбу мы, слабые, против сильных».
«Tres bien»
— Μακρυγιάννης,έ.ά.,τ.Α,σ.256

## Бой

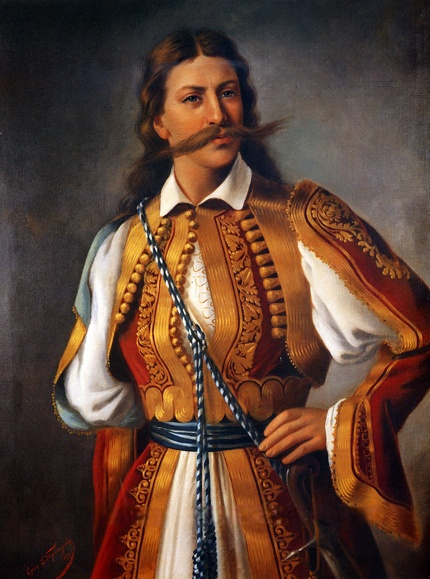
Константинос Мавромихалис

Авангард Ибрагима-паши подошёл к Мельницам на рассвете 13 июня. Греки спали, но как писал Макрияннис «Я — трус и в такие минуты не сплю». Увидев первых турок у ограды, Макрияннис разбудил криками своих бойцов. Вскоре появился Ибрагим-паша с основными силами: 5600 пехотинцев, 600 кавалеристов и 3 пушки. Ибрагим-паша разделил свои силы на 3 колонны, окружая защитников и препятствуя подходу подкреплений.
Между тем, к Мельницам из Нафплиона подошли 4 малых парусника из флота острова Псара. Десяток критян, находившихся на борту, примкнули к защитникам. Макрияннис дал приказ уничтожить все лодки на берегу, чтобы защитники и не мыслили об отступлении. Турки предпочли переждать жару и начали атаку только в 17:00. Регулярная пехота атаковала с примкнутыми штыками. Три атаки были отбиты, одна за другой. Оборонявшимся помогали топи перед позицией, которые мешали египтянам бросить одновременно все свои силы, а также огонь из малых пушек, что вели псариоты со своих парусников.
Египтяне сумели перейти через ограду и тогда оборонявшиеся стали концентрировать свой огонь на офицерах.
Получив подкрепление в 50 бойцов, под командованием М. Лиакопулоса, Макрияннис стал подумывать о контратаке и окончательно принял решение атаковать, после того как подошла рота (140 солдат) регулярной армии, под командованием К. Пападопулоса.
Греки атаковали с клинками в руках. В этой атаке Макрияннис получил пулевое ранение в руку. С наступлением темноты, Ибрагим-паша оставил греков победителями на поле боя и ушёл к городу Аргос. Раненного Макриянниса подняли на французский фрегат, чтобы перевязать ему рану.

## Последствия
Ночью, не встретив никакого сопротивления, Ибрагим-паша вошёл в Аргос. На рассвете 15 июня его кавалерия подошла к Нафплиону. После незначительной стычки у стен города, Ибрагим-паша отступил, сжёг Аргос и пошёл назад, к Триполи. Ибрагим-паша знал и помнил, что случилось до него на этой равнине с Драмали-пашой (см. Битва при Дервенакии) и не хотел оказаться в его положении. Бой у Лернейских Мельниц убедил Ибрагима-пашу в том, что легкой победы не будет.
Вернувшись в Триполи, расположенном в центре полуострова, он налётами пытался подавлять очаги восстания, один за другим. С другой стороны, партизанская война вокруг Триполи под руководством Колокотрониса принимала всё большие масштабы.